# 埃爾克霍恩 (蒙大拿州)
埃爾克霍恩（英語：Elkhorn）是位於美國蒙大拿州傑佛遜縣的普查規定居民點。

## 歷史
埃爾克霍恩的郵局於1884年設立，其後於1924年停運。

## 人口
根據2020年美國人口普查的數據，埃爾克霍恩的面積為17.46平方千米，皆為陸地。當地共有人口12人，而人口密度為每平方千米0.69人。